# Vintersorg
Vintersorg – szwedzki zespół wykonujący połączenie progresywnego, folk, viking oraz black metalu. Założycielem i liderem zespołu jest Andreas "Vintersorg" Hedlund.

## Muzycy
- Andreas "Vintersorg" Hedlund - śpiew, gitara, instrumenty klawiszowe
- Mattias Marklund - gitara

## Dyskografia
- Hedniskhjärtad EP (1998)
- Till Fjälls (1998)
- Ödemarkens Son (1999)
- Cosmic Genesis (2000)
- Visions from the Spiral Generator (2002)
- The Focusing Blur (2004)
- Solens Rötter (2007)
- Jordpuls (2011)[4]
- Orkan (2012)
- Till Fjälls - Del II (2017)